# Nomada fervida
Nomada fervida är en biart som beskrevs av Smith 1854. Nomada fervida ingår i släktet gökbin, och familjen långtungebin. Inga underarter finns listade i Catalogue of Life.

## Bildgalleri

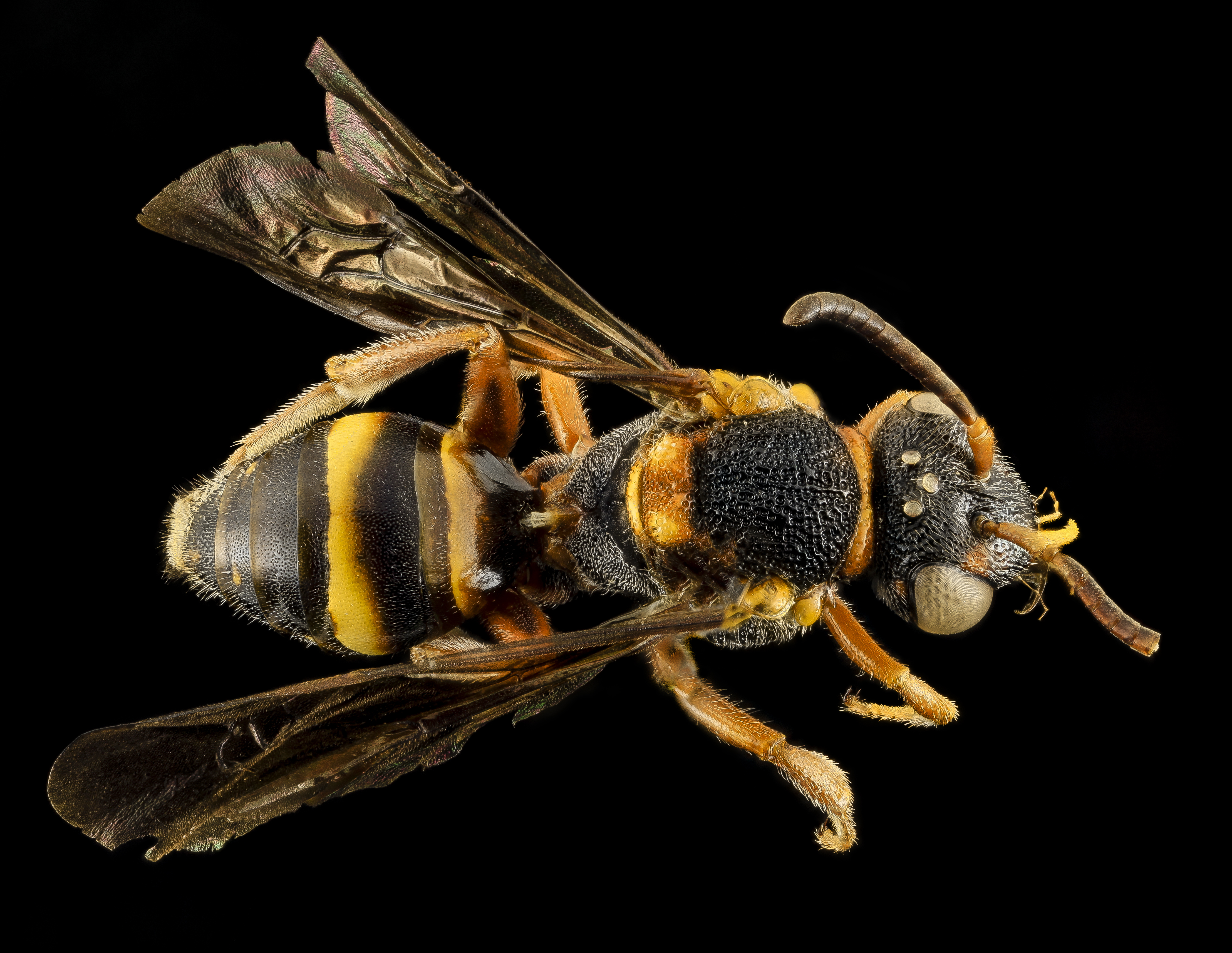
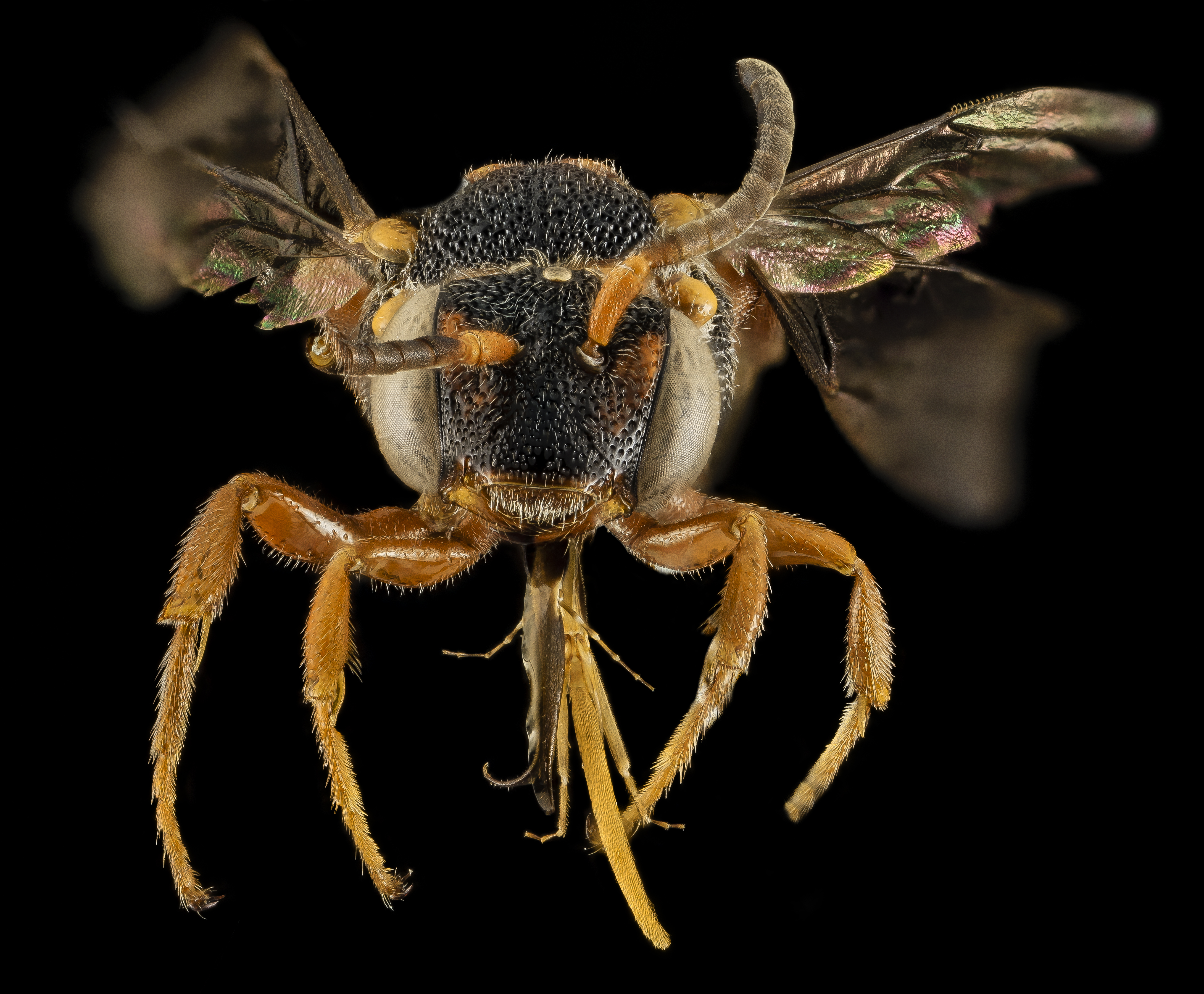